# Srokówki
Srokówki, Srokówka – polana w Gorcach znajdująca się na południowych zboczach Wyżniej, na wysokości 920–1000 m n.p.m., przy czarnym szlaku turystycznym z Łopusznej. Jest to polana o urozmaiconej rzeźbie terenu, znajdują się na niej zagłębienia terenowe, wyrównania i wały wzniesień. Na jednym z tych wałów znajdują się zabudowania gospodarcze, polana była bowiem dawniej użytkowana rolniczo. W górnej części polany, przy granicy z lasem, znajduje się zarastający już Pucołowski Stawek.
Z polany rozległe widoki na Tatry, Jezioro Czorsztyńskie i Kotlinę Nowotarską. Często zachodzi w niej zjawisko inwersji termicznej, wówczas można obserwować zalegające w niej morze mgieł, a ponad nim szczyty Tatr.
Jest jedną z licznych polan w Gorcach. W okresie największego przeludnienia Podhala w Gorcach powstało ich wiele. Były koszone, częściowo wypasane, a nawet miejscami zaorywane. Pasły się na nich liczne stada owiec i bydła, znajdowały się na nich liczne zabudowania szałaśnicze. Po II wojnie światowej pasterstwo w Karpatach stopniowo ograniczane utrzymywało się jeszcze do około lat 80., później załamało się, głównie z powodów ekonomicznych. Pozostały niszczejące szałasy, niektóre poza obszarem parku narodowego są przerabiane na domki letniskowe. Polany stopniowo zarastają lasem.
Srokówki znajdują się poza obszarem Gorczańskiego Parku Narodowego, w miejscowości Łopuszna w województwie małopolskim, w powiecie nowotarskim, w gminie Nowy Targ.

## Szlaki turystyki pieszej
Łopuszna (Chłapkowa) – Chowańcowa – Srokówki – Jankówki – skrzyżowanie z czerwonym szlakiem przy polanie Rąbaniska. Odległość 4,1 km, suma podejść 490 m, czas przejścia około 2:20 h, ↓ 1:45 h.
 ścieżka dydaktyczna „z Łopusznej na Jankówki”. Rozpoczyna się przy Chłapkowej Polanie i prowadzi doliną Chłapkowego Potoku i zboczami Wyszniej przez polanę Jankówki na polanę Srokówki.

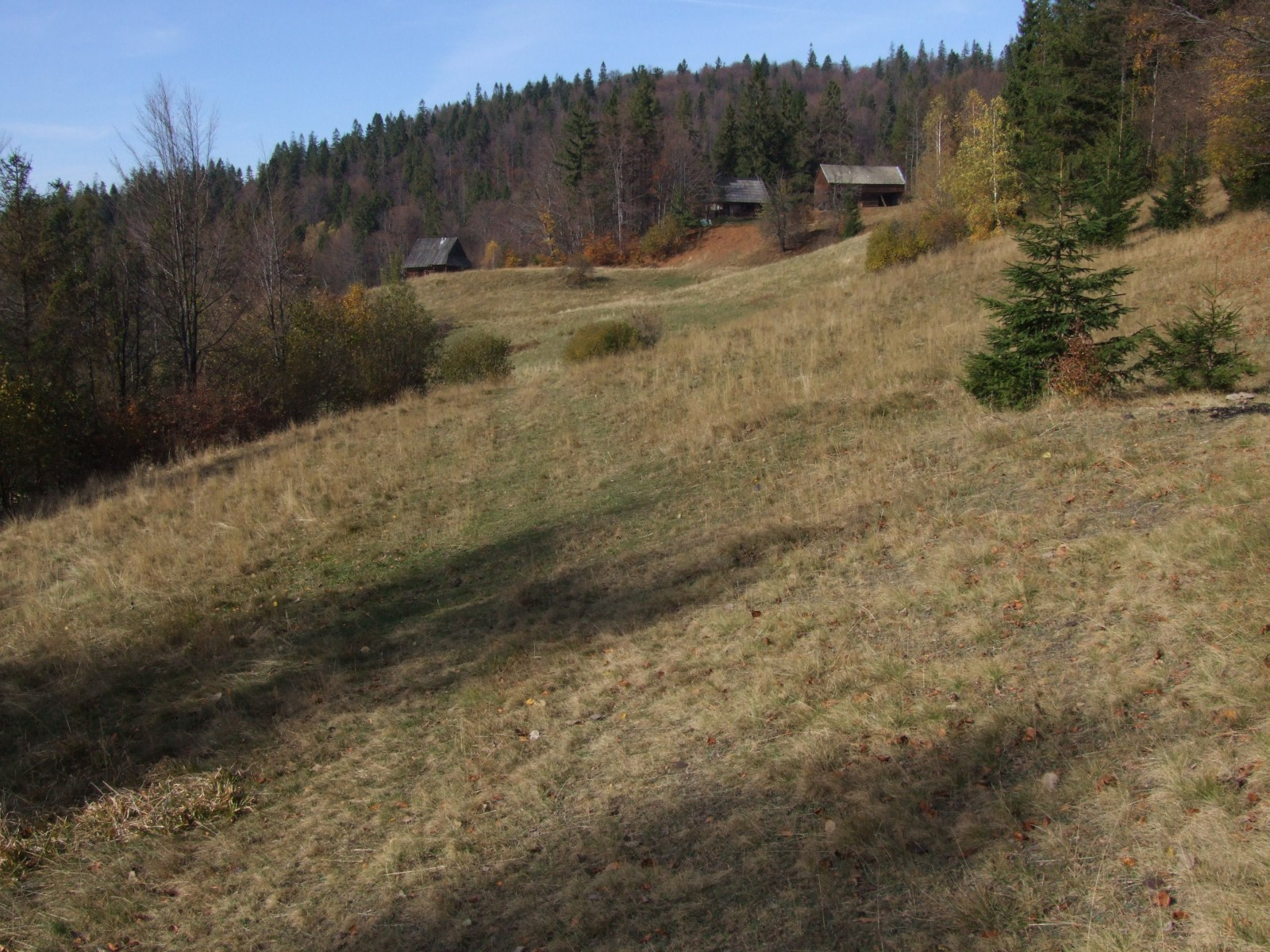
Polana Srokówki z dawnymi zabudowaniami gospodarczymi